# Lijst van Europese kampioenen achtervolging
De achtervolging staat op het programma van het Europese kampioenschap baanwielrennen, individueel sinds 2014 en voor ploegen vanaf 2010.

## Individuele achtervolging

### Mannen
| Jaar | Goud               | Zilver                 | Brons               |
| 2014 | Andrew Tennant     | Aleksandr Jevtoesjenko | Kersten Thiele      |
| 2015 | Stefan Küng        | Domenic Weinstein      | Dion Beukeboom      |
| 2016 | Corentin Ermenault | Filippo Ganna          | Dion Beukeboom      |
| 2017 | Filippo Ganna      | Ivo Oliveira           | Domenic Weinstein   |
| 2018 | Domenic Weinstein  | Ivo Oliveira           | Claudio Imhof       |
| 2019 | Corentin Ermenault | Domenic Weinstein      | Felix Gross         |
| 2020 | Ivo Oliveira       | Jonathan Milan         | Lev Gonov           |
| 2021 | Jonathan Milan     | Lev Gonov              | Claudio Imhof       |
| 2022 | Nicolas Heinrich   | Davide Plebani         | Manlio Moro         |
| 2023 | Jonathan Milan     | Daniel Bigham          | Tobias Buck-Gramcko |
| 2024 | Daniel Bigham      | Charlie Tanfield       | Rasmus Pedersen     |
| 2025 | Josh Charlton      | Ivo Oliveira           | Michael Gill        |

| Land | 1 | 1 | 1 |
| ITA  | 3 | 3 | 1 |
| GBR  | 3 | 2 | 1 |
| GER  | 2 | 2 | 4 |
| FRA  | 2 | 0 | 0 |
| POR  | 1 | 3 | 0 |
| CHE  | 1 | 0 | 2 |
| RUS  | 0 | 2 | 1 |
| NED  | 0 | 0 | 2 |
| DEN  | 0 | 0 | 1 |

| Succesvolste                                                          | Succesvolste                                               | Meervoudige                                              |
| --------------------------------------------------------------------- | ---------------------------------------------------------- | -------------------------------------------------------- |
| 2‒1‒0 Jonathan Milan 2‒0‒0 Corentin Ermenault 1‒2‒1 Domenic Weinstein | 1‒3‒0 Ivo Oliveira 1‒1‒0 Filippo Ganna 1‒1‒0 Daniel Bigham | 0‒1‒1 Lev Gonov 0‒0‒2 Dion Beukeboom 0‒0‒2 Claudio Imhof |

### Vrouwen
| Jaar | Goud             | Zilver             | Brons              |
| 2014 | Katie Archibald  | Mieke Kröger       | Vilija Sereikaite  |
| 2015 | Katie Archibald  | Élise Delzenne     | Ciara Horne        |
| 2016 | Katie Archibald  | Justyna Kaczkowska | Anna Turvey        |
| 2017 | Katie Archibald  | Justyna Kaczkowska | Silvia Valsecchi   |
| 2018 | Lisa Brennauer   | Katie Archibald    | Justyna Kaczkowska |
| 2019 | Franziska Brauße | Lisa Brennauer     | Katie Archibald    |
| 2020 | Neah Evans       | Martina Alzini     | Silvia Valsecchi   |
| 2021 | Lisa Brennauer   | Marion Borras      | Mieke Kröger       |
| 2022 | Mieke Kröger     | Lisa Brennauer     | Vittoria Guazzini  |
| 2023 | Franziska Brauße | Josie Knight       | Mieke Kröger       |
| 2024 | Josie Knight     | Franziska Brauße   | Anna Morris        |
| 2025 | Anna Morris      | Vittoria Guazzini  | Mieke Kröger       |

| Land | 1 | 1 | 1 |
| GBR  | 7 | 2 | 3 |
| GER  | 5 | 4 | 3 |
| ITA  | 0 | 2 | 3 |
| POL  | 0 | 2 | 1 |
| FRA  | 0 | 2 | 0 |
| LTU  | 0 | 0 | 1 |
| IRL  | 0 | 0 | 1 |

| Succesvolste                                                  | Succesvolste                             | Meervoudige                                     |
| ------------------------------------------------------------- | ---------------------------------------- | ----------------------------------------------- |
| 4‒1‒1 Katie Archibald 2‒2‒0 Lisa Brennauer 2‒1‒2 Mieke Kröger | 2‒1‒0 Franziska Brauße 1‒0‒1 Anna Morris | 0‒2‒1 Justyna Kaczkowska 0‒0‒2 Silvia Valsecchi |

## Ploegenachtervolging

### Mannen
| Jaar | Goud | Zilver                                                                                     | Brons |
| 2010 | Verenigd KoninkrijkJason Queally Steven Burke Ed Clancy Andrew Tennant                                  | RuslandAleksej Markov Ivan Kovalev Evgeny Kovalev Aleksandr Serov                          | NederlandTim Veldt Levi Heimans Arno van der Zwet Sipke Zijlstra                                          |
| 2011 | Verenigd KoninkrijkPeter Kennaugh Steven Burke Ed Clancy Geraint Thomas                                 | DenemarkenMichael Mørkøv Casper von Folsach Lasse Norman Hansen Rasmus Quaade              | RuslandValery Kaykov Ivan Kovalev Evgueni Kovalev Viktor Manakov                                          |
| 2012 | RuslandArtur Ershov Valery Kaykov Aleksej Markov Aleksandr Serov                                        | DuitslandMaximilian Beyer Henning Bommel Lucas Liss Theo Reinhardt                         | ItaliëLiam Bertazzo Ignazio Moser Paolo Simion Elia Viviani                                               |
| 2013 | Verenigd KoninkrijkOwain Doull Steven Burke Ed Clancy Andy Tennant                                      | RuslandArtur Eshov Ivan Kovalev Evgeny Kovalev Aleksandr Serov                             | NederlandTim Veldt Dion Beukeboom Roy Eefting Jenning Huizenga                                            |
| 2014 | Verenigd KoninkrijkJonathan Dibben Owain Doull Ed Clancy Andy Tennant                                   | DuitslandHenning Bommel Kersten Thiele Nils Schomber Theo Reinhardt                        | RuslandAleksej Koerbatov Ivan Kovaljov Jevgeni Kovaljov Aleksandr Serov                                   |
| 2015 | Verenigd KoninkrijkJonathan Dibben Owain Doull Andy Tennant Bradley Wiggins Steven Burke Matthew Gibson | ZwitserlandSilvan Dillier Stefan Kung Frank Pasche Théry Schir                             | DenemarkenLasse Norman Hansen Daniel Henning Hartvig Casper Pedersen Rasmus Quaade Mathias Moller Nielsen |
| 2016 | FrankrijkThomas Denis Corentin Ermenault Florian Maitre Sylvain Chavanel Benjamin Thomas                | ItaliëFilippo Ganna Simone Consonni Francesco Lamon Michele Scartezzini Liam Bertazzo      | Verenigd KoninkrijkMatthew Bostock Oliver Wood Kian Emadi Coffin Mark Stewart Steven Burke                |
| 2017 | FrankrijkLouis Pijourlet Benjamin Thomas Florian Maitre Corentin Ermenault                              | ItaliëLiam Bertazzo Simone Consonni Francesco Lamon Filippo Ganna                          | RuslandAleksandr Jevtoesjenko Aleksej Koerbatov Dmitri Sokolov Mamyr Stasj                                |
| 2018 | ItaliëFilippo Ganna Francesco Lamon Elia Viviani Michele Scartezzini Liam Bertazzo                      | ZwitserlandCyrille Thièry Stefan Bissegger Frank Pasche Théry Schir Claudio Imhof          | Verenigd KoninkrijkEthan Hayter Steven Burke Kian Emadi Charlie Tanfield Oliver Wood                      |
| 2019 | DenemarkenLasse Norman Hansen Julius Johansen Frederik Madsen Rasmus Pedersen                           | ItaliëMichele Scartezzini Filippo Ganna Francesco Lamon Davide Plebani Simone Consonni     | Verenigd KoninkrijkEd Clancy Ethan Hayter Charlie Tanfield Oliver Wood                                    |
| 2020 | RuslandAleksandr Dubchenko Lev Gonov Nikita Bersenev Aleksandr Jevtoesjenko                             | ItaliëFrancesco Lamon Stefano Moro Jonathan Milan Gidas Umbri                              | ZwitserlandClaudio Imhof Simon Vitzthum Lukas Rüegg Dominik Bieler                                        |
| 2021 | DenemarkenCarl-Frederik Bévort Tobias Hansen Matias Malmberg Rasmus Pedersen                            | ZwitserlandClaudio Imhof Valère Thiébaud Simon Vitzthum Alex Vogel                         | Verenigd KoninkrijkRhys Britton Charlie Tanfield William Tidball Oliver Wood                              |
| 2022 | FrankrijkThomas Denis Quentin Lafargue Valentin Tabellion Benjamin Thomas Thomas Boudat                 | DenemarkenCarl-Frederik Bévort Tobias Hansen Rasmus Pedersen Robin Juel Skivild            | Verenigd KoninkrijkRhys Britton Kian Emadi Charlie Tanfield Oliver Wood William Tidball                   |
| 2023 | ItaliëFilippo Ganna Francesco Lamon Jonathan Milan Manlio Moro Simone Consonni                          | Verenigd KoninkrijkDaniel Bigham Charlie Tanfield Ethan Vernon Oliver Wood                 | FrankrijkThomas Denis Corentin Ermenault Quentin Lafargue Benjamin Thomas Adrien Garel                    |
| 2024 | Verenigd KoninkrijkDaniel Bigham Ethan Hayter Charlie Tanfield Ethan Vernon Oliver Wood                 | DenemarkenCarl-Frederik Bévort Tobias Hansen Niklas Larsen Rasmus Pedersen Frederik Madsen | ItaliëDavide Boscaro Simone Consonni Francesco Lamon Jonathan Milan                                       |
| 2025 | DenemarkenTobias Aagaard Hansen Niklas Larsen Lasse Norman Leth Robin Juel Skivild                      | Verenigd KoninkrijkRhys Britton Josh Charlton Michael Gill Noah Hobbs William Tidball      | ZwitserlandNoah Bögli Mats Poot Pascal Tappeiner Alex Vogel                                               |
|      | niet in de finale gereden                                                                               |                                                                                            | |

| Land | 1 | 1 | 1 |
| GBR  | 6 | 3 | 5 |
| FRA  | 3 | 0 | 1 |
| DEN  | 3 | 3 | 1 |
| ITA  | 2 | 4 | 2 |
| RUS  | 2 | 2 | 3 |
| CHE  | 0 | 3 | 1 |
| GER  | 0 | 2 | 0 |
| NED  | 0 | 0 | 2 |
| CHE  | 0 | 0 | 1 |

### Vrouwen
| Jaar | Goud                                                                                         | Zilver | Brons                                                                                    |
| 2010 | Verenigd KoninkrijkKatie Colclough Wendy Houvenaghel Laura Trott                             | LitouwenVaida Pikauskaitė Vilija Sereikaitė Aušrine Trebaitė                                                          | DuitslandLisa Brennauer Verena Jooß Madeleine Sandig                                     |
| 2011 | Verenigd KoninkrijkLaura Trott Joanna Rowsell Dani King                                      | DuitslandCharlotte Becker Lisa Brennauer Madeleine Sandig                                                             | Wit-RuslandAlena Dylko Aksana Papko Tatsiana Sharakova                                   |
| 2012 | Verenigd KoninkrijkLaura Trott Joanna Rowsell Dani King                                      | DuitslandCharlotte Becker Lisa Brennauer Madeleine Sandig                                                             | Wit-RuslandAlena Dylko Aksana Papko Tatsiana Sharakova                                   |
| 2013 | Verenigd KoninkrijkLaura Trott Dani King Elinor Barker Katie Archibald Joanna Rowsell        | PolenKatarzyna Pawłowska Eugenia Bujak Małgorzata Wojtyra Edyta Jasińska                                              | RuslandAleksandra Chekina Evgenia Romanyuta Goelnaz Badikova Maria Mishina               |
| 2014 | Verenigd KoninkrijkLaura Trott Katie Archibald Ciara Horne Elinor Barker                     | RuslandTamara Balabolina Evgenia Romanyuta Irina Molicheva Aleksandra Goncharova                                      | ItaliëSimona Frapporti Beatrice Bartelloni Tatiana Guderzo Silvia Valsecchi              |
| 2015 | Verenigd KoninkrijkLaura Trott Katie Archibald Elinor Barker Joanna Rowsell Ciara Horne      | RuslandGoelnaz Badikova Tamara Balabolina Aleksandra Chekina Maria Savitskaya Evgenia Romanyuta Aleksandra Goncharova | Wit-RuslandKatsiaryna Piatrouskaya Polina Pivavarava Ina Savenka Marina Shmayankova      |
| 2016 | ItaliëElisa Balsamo Tatiana Guderzo Simona Frapporti Silvia Valsecchi Francesca Pattaro      | PolenJustyna Kaczkowska Katarzyna Pawłowska Daria Pikulik Nikol Plosaj Lucja Pietrzak                                 | Verenigd KoninkrijkEmily Kay Dannielle Khan Manon Lloyd Emily Nelson                     |
| 2017 | ItaliëElisa Balsamo Silvia Valsecchi Letizia Paternoster Tatiana Guderzo                     | Verenigd KoninkrijkKatie Archibald Emily Kay Manon Lloyd Elinor Barker                                                | PolenJustyna Kaczkowska Nikol Plosaj Daria Pikulik Katarzyna Pawłowska                   |
| 2018 | Verenigd KoninkrijkKatie Archibald Laura Kenny Elinor Barker Neah Evans Eleanor Dickinson    | ItaliëLetizia Paternoster Silvia Valsecchi Marta Cavalli Elisa Basamo                                                 | DuitslandCharlotte Becker Gudrun Stock Mieke Kröger Lisa Brennauer                       |
| 2019 | Verenigd KoninkrijkKatie Archibald Eleanor Dickinson Neah Evans Laura Kenny Elinor Barker    | DuitslandFranziska Brauße Lisa Brennauer Lisa Klein Gudrun Stock Mieke Kröger                                         | ItaliëElisa Balsamo Martina Alzini Vittoria Guazzini Letizia Paternoster Marta Cavalli   |
| 2020 | Verenigd KoninkrijkJosie Knight Laura Kenny Katie Archibald Neah Evans Elinor Barker         | ItaliëMartina Alzini Elisa Balsamo Chiara Consonni Vittoria Guazzini Rachele Barbieri                                 | OekraïneAnna Nahirna Tetjana Klimtsjenko Viktorija Bondar Joelija Birjoekova             |
| 2021 | DuitslandLisa Brennauer Mieke Kröger Franziska Brauße Laura Süßemilch Lena Charlotte Reißner | ItaliëMartina Alzini Rachele Barbieri Martina Fidanza Silvia Zanardi Letizia Paternoster                              | IerlandMia Griffin Emily Kay Kelly Murphy Alice Sharpe                                   |
| 2022 | DuitslandLisa Brennauer Franziska Brauße Mieke Kröger Lisa Klein                             | ItaliëRachele Barbieri Vittoria Guazzini Letizia Paternoster Silvia Zanardi Martina Fidanza                           | FrankrijkVictoire Berteau Valentine Fortin Clara Copponi Marion Borras                   |
| 2023 | Verenigd KoninkrijkKatie Archibald Neah Evans Josie Knight Anna Morris Elinor Barker         | ItaliëMartina Alzini Elisa Balsamo Martina Fidanza Vittoria Guazzini Letizia Paternoster                              | DuitslandFranziska Brauße Lisa Klein Mieke Kröger Laura Süßemilch                        |
| 2024 | ItaliëElisa Balsamo Martina Fidanza Vittoria Guazzini Letizia Paternoster                    | Verenigd KoninkrijkMegan Barker Josie Knight Anna Morris Jessica Roberts Neah Evans                                   | DuitslandFranziska Brauße Lisa Klein Lena Charlotte Reißner Laura Süßemilch Mieke Kröger |
| 2025 | ItaliëMartina Alzini Chiara Consonni Martina Fidanza Vittoria Guazzini                       | DuitslandFranziska Brauße Lisa Klein Mieke Kröger Laura Süßemilch                                                     | Verenigd KoninkrijkMadelaine Leech Sophie Lewis Grace Lister Anna Morris Neah Evans      |
|      | niet in de finale gereden                                                                    | |                                                                                          |

| Land | 1  | 1 | 1 |
| GBR  | 10 | 2 | 2 |
| ITA  | 4  | 5 | 2 |
| GER  | 2  | 4 | 4 |
| RUS  | 0  | 2 | 1 |
| POL  | 0  | 2 | 1 |
| LTU  | 0  | 1 | 0 |
| BLR  | 0  | 0 | 3 |
| UKR  | 0  | 0 | 1 |
| IRL  | 0  | 0 | 1 |
| FRA  | 0  | 0 | 1 |

Edities

2010 ·
2011 ·
2012 · 
2013 · 
2014 · 
2015 · 
2016 · 
2017 · 
2018 · 
2019 · 
2020 ·
2021 ·
2022 ·
2023 ·
2024 ·
2025 ·
2026

Onderdelen

Achtervolging (individueel) · 
afvalkoers · 
keirin · 
koppelkoers · 
omnium · 
ploegenachtervolging · 
puntenkoers · 
scratch · 
sprint · 
teamsprint ·  
tijdrijden

Voormalig:
derny ·
stayeren ·
tandem